# 荒多惠子
荒 多惠子（あら たえこ、1963年11月1日 - ）は日本の写真家。東京都台東区浅草出身。1986年、駒澤大学文学部国文学科卒業。大橋治三に師事する。須田塾ワークショップゼミ参加し、劇団「電動夏子安置システム」スチールを担当する。

## 活動履歴
- 2000年 「日本写真家協会展」（JPS展）銅賞受賞。
- 2005年7月 初個展「白い夏」（247photography Roonee）開催。
- 2006年2月 個展「胸 神」（新宿ニコンサロン）開催。
- 2006年6月 個展「胸 神」（大阪ニコンサロン）巡回展開催。
- 2006年7月 個展「オリヒメの涙」（247photography roonee）開催。
- 2006年11月 グループ展「SELF」開催。
- 2007年3月 作品「胸 神」 第13回土門拳文化賞奨励賞受賞。
- 2007年6月 個展「√1」（新宿ニコンサロン）開催。
- 2007年7月 個展「トランス」（247photography roonee）開催。
- 2008年4月 個展「√1」（大阪ニコンサロン）開催。
- 2008年7月 個展「ILIS」（NADAR /SHIBUYA355）開催。
- 2009年10月 企画展「胸 神」澤田政廣の彫刻に魅せられて（澤田政廣記念美術館）開催。
- 2009年11月 写真家の大西みつぐと対談（澤田政廣記念美術館）
- 2009年12月「いま、生きるということ」伊勢直弘と対談（澤田政廣記念美術館）
- 2010年7月 「夢学校」写真講師（熱海市立桃山小学校）

### 受賞歴
- 2000年「日本写真家協会展」（JPS展）銅賞受賞[1]
- 2003年「第51回二科展」入選[1]
- 2007年3月 作品「胸 神」 第13回土門拳文化賞奨励賞受賞

### 掲載誌
- 2006年3月号 DAYS JAPAN（広河隆一編集長） ー胸神への祈りー 写真・文 荒 多惠子
- 2007年7月号 日本カメラ 作品「トランス」
- 2007年4月29日 読売新聞 朝刊「ひと物語」
- 2007年7月号 ひろば 中央労働災害防止協会
- 2008年4月号 フォトコン 作品「√1」 株式会社日本写真企画
- 2008年6月号 がん治療最前線 八峰出版株式会社
- 2009年3月 熱海新聞
- 2009年10月〜12月 熱海新聞・静岡新聞・中日新聞・東京新聞・伊豆毎日新聞・読売新聞・朝日新聞 企画展「胸 神」関連記事
- 2009年12月号 フォオコン 作品「胸 神」 株式会社日本写真企画
- 2010年5月〜7月 熱海新聞

### ラジオ
- 2009年 FM熱海湯河原 土曜日はお出かけ気分 日曜日もお出かけ気分 出演
- 2010年 FM熱海湯河原 元気人いらっしゃい 土曜日はお出かけ気分 日曜日もお出かけ気分 出演